# 韓遠阿爾赫西拉斯號
韓遠阿爾赫西拉斯號（英語：HMM Algeciras）為世界最大貨櫃船其中之一，由南韓的大宇造船為現代商船建造，全長399.9米（1,312英尺0英寸），寬61.5米（201英尺9英寸），吃水16.525米（54英尺2.6英寸），其最大載櫃量為23964 TEU，與另外3艘姊妹船一同打破於2019年7月下水的MSC Gülsün所創下的23756 TEU最大容量紀錄（隨後在2021年7月被Ever Ace以23992 TEU打破）。
韓遠阿爾赫西拉斯號配備由大宇造船獨立研發的智能船舶解決方案DS4（DSME Smart Ship Platform）屬於全球最尖端的智能船舶系統。還有可監視智能ECDIS及監視系統和智能導航系統，可為航行提供最佳安全路線，進而節省時間及金錢。此外該船也安裝了脫硫洗滌器(Scrubber)以符合國際海事組織（IMO）的限硫要求，減少船舶排放的硫氧化物對環境所造成的污染。

## 歷史
2018年，現代商船向大宇造船以及三星重工訂造12艘24,000TEU集裝箱船。
2020年4月24日，韓遠阿爾赫西拉斯號交付並投入服務。
2020年4月28日，停靠釜山新港，裝載7156TEU，在4月30日啟航。之後，該船經寧波港、上海港抵達鹽田，於5月8日達到19621TEU 的最大實際載櫃量，以47TEU 之差打破MSC Gülsün在2019年7月28日創造的最大實際載櫃量記錄。現代商船表示，一般而言，考慮到安全操作和貨物重量，最大裝載水平通常是19600TEU ，這是合適的裝載能力。